# Temporada 1996 de Fórmula 3000 Internacional
La temporada 1996 de Fórmula 3000 Internacional fue la 12.ª edición de dicha categoría que comenzó el 11 de mayo en Nürburgring y finalizó el 12 de octubre en Hockenheim y lo ganó el alemán Jörg Müller en un monoplaza del equipo RSM Marko.
La temporada de 1996 fue un año fundamental en la joven historia de la F3000 internacional, que se convirtió en una fórmula monomarca. Si bien la disciplina había estado abierta a la competencia de los fabricantes de chasis desde 1985 (Lola, Reynard, March y Ralt, por nombrar los más exitosos) y los fabricantes de motores (principalmente Cosworth, Judd y Mugen-Honda), la FIA firmó un acuerdo con Lola (chasis), Zytek (motor) y Avon (neumáticos) para equipar toda la plataforma.

## Escuderías y pilotos
| Escudería                 | N.º | Piloto               | Rondas    |
| ------------------------- | --- | -------------------- | --------- |
| Super Nova Racing         | 1   | Kenny Bräck          | Todas     |
| Super Nova Racing         | 2   | Marcos Gueiros       | Todas     |
| Madgwick International    | 3   | Pedro Couceiro       | 1-6       |
| Madgwick International    | 4   | Marc Rostan          | 9-10      |
| Nordic Racing             | 5   | Elton Julian         | Todas     |
| Nordic Racing             | 6   | Akira Iida           | Todas     |
| DAMS                      | 7   | Jean-Philippe Belloc | Todas     |
| DAMS                      | 8   | Laurent Rédon        | Todas     |
| Apomatox                  | 9   | Christophe Tinseau   | Todas     |
| Apomatox                  | 10  | Cyrille Sauvage      | Todas     |
| RSM Marko                 | 11  | Olivier Tichy        | Todas     |
| RSM Marko                 | 33  | Jörg Müller          | Todas     |
| Durango                   | 14  | Christian Pescatori  | Todas     |
| Durango                   | 15  | Fabrizio Gollin      | Todas     |
| Draco Engineering         | 16  | Ricardo Zonta        | Todas     |
| Draco Engineering         | 17  | Alexandre de Andrade | 1         |
| Draco Engineering         | 17  | Sergio Paese         | 2-4       |
| Draco Engineering         | 17  | Esteban Tuero        | 5-10      |
| Team Astromega            | 18  | Guillaume Gomez      | 1-9       |
| Team Astromega            | 19  | Marc Goossens        | Todas     |
| Auto Sport Racing         | 20  | Thomas Biagi         | 1-4, 6-10 |
| Auto Sport Racing         | 21  | Gastón Mazzacane     | Todas     |
| Bob Salisbury Engineering | 22  | James Taylor         | 5-10      |
| Alpha Plus                | 24  | Carl Rosenblad       | Todas     |
| Alpha Plus                | 25  | Stephen Watson       | Todas     |
| Edenbridge Racing         | 26  | David Dussau         | 1-2       |
| Edenbridge Racing         | 26  | Tom Kristensen       | 4-6, 9-10 |
| Edenbridge Racing         | 26  | Norberto Fontana     | 8         |
| Edenbridge Racing         | 27  | Peter Olsson         | 1-3       |
| Edenbridge Racing         | 27  | Steve Arnold         | 4         |
| Edenbridge Racing         | 27  | Pedro Couceiro       | 8-10      |
| Pacific Racing            | 28  | Patrick Lemarié      | Todas     |
| Pacific Racing            | 29  | Cristiano da Matta   | Todas     |
| Shannon Racing            | 30  | Tom Kristensen       | 1-2       |
| Shannon Racing            | 31  | Luca Rangoni         | 2         |

## Calendario
| Ronda   | Circuito                                       | País        | Fecha            |
| ------- | ---------------------------------------------- | ----------- | ---------------- |
| 1       | Nürburgring, Nürburg                           | Alemania    | 11 de mayo       |
| 2       | Circuito de Pau-Ville, Pau                     | Francia     | 27 de mayo       |
| 3       | Autódromo de Pergusa, Pergusa                  | Italia      | 21 de julio      |
| 4       | Hockenheimring, Hockenheim 1                   | Alemania    | 27 de julio      |
| 5       | Circuito de Silverstone, Silverstone           | Reino Unido | 18 de agosto     |
| 6       | Circuito de Spa-Francorchamps, Francorchamps   | Bélgica     | 24 de agosto     |
| 7       | Circuito de Nevers Magny-Cours, Magny-Cours    | Francia     | 14 de septiembre |
| 8       | Autódromo do Estoril, Estoril                  | Portugal    | 21 de septiembre |
| 9       | Autódromo Internacional del Mugello, Scarperia | Italia      | 28 de septiembre |
| 10      | Hockenheimring, Hockenheim 2                   | Alemania    | 12 de octubre    |
| Fuente: |                                                |             |                  |

## Resultados
| Ronda | Ronda             | Pole Position  | Vuelta rápida  | Piloto ganador     | Escudería ganadora |
| ----- | ----------------- | -------------- | -------------- | ------------------ | ------------------ |
| 1     | Nürburgring       | Kenny Bräck    | Kenny Bräck    | Kenny Bräck        | Super Nova Racing  |
| 2     | Pau               | Tom Kristensen | Tom Kristensen | Jörg Müller        | RSM Marko          |
| 3     | Pergusa           | Marc Goossens  | Jörg Müller    | Marc Goossens      | Team Astromega     |
| 4     | Hockenheim 1      | Kenny Bräck    | Kenny Bräck    | Kenny Bräck        | Super Nova Racing  |
| 5     | Silverstone       | Kenny Bräck    | Tom Kristensen | Kenny Bräck        | Super Nova Racing  |
| 6     | Spa-Francorchamps | Tom Kristensen | Jörg Müller    | Jörg Müller        | RSM Marko          |
| 7     | Magny-Cours       | Marc Goossens  | Kenny Bräck    | Marc Goossens      | Team Astromega     |
| 8     | Estoril           | Jörg Müller    | Ricardo Zonta  | Ricardo Zonta      | Draco Engineering  |
| 9     | Mugello           | Ricardo Zonta  | Ricardo Zonta  | Ricardo Zonta      | Draco Engineering  |
| 10    | Hockenheim 2      | Jörg Müller    | Jörg Müller    | Christophe Tinseau | Apomatox           |

## Clasificaciones

### Sistema de puntuación
| Posición | 1.º | 2.º | 3.º | 4.º | 5.º | 6.º |
| Puntos   | 9   | 6   | 4   | 3   | 2   | 1   |

### Campeonato de Pilotos
| Pos.    | Piloto               | NÜR | PAU | PER | HOC1 | SIL | SPA | MAG | EST | MUG | HOC2 | Puntos |
| ------- | -------------------- | --- | --- | --- | ---- | --- | --- | --- | --- | --- | ---- | ------ |
| 1       | Jörg Müller          | 2   | 1   | 2   | 2    | Ret | 1   | 3   | 2   | 2   | Ret  | 52     |
| 2       | Kenny Bräck          | 1   | 2   | Ret | 1    | 1   | 5   | 2   | 3   | 3   | DSQ  | 49     |
| 3       | Marc Goossens        | Ret | Ret | 1   | Ret  | 16  | 2   | 1   | 4   | 6   | Ret  | 28     |
| 4       | Ricardo Zonta        | Ret | 3   | Ret | 6    | 3   | 9   | Ret | 1   | 1   | 11   | 27     |
| 5       | Marcos Gueiros       | 3   | Ret | 4   | 3    | 4   | 15  | Ret | Ret | 17  | 2    | 20     |
| 6       | Christophe Tinseau   | 8   | Ret | 3   | 4    | 6   | 6   | 9   | 11  | 11  | 1    | 18     |
| 7       | Tom Kristensen       | 4   | Ret |     | 5    | 2   | 3   |     |     | 4   | Ret  | 18     |
| 8       | Laurent Rédon        | 6   | Ret | 10  | Ret  | Ret | 12  | 4   | DSQ | 8   | 4    | 7      |
| 9       | Cristiano da Matta   | 9   | 4   | 5   | Ret  | Ret | 10  | 5   | 7   | Ret | Ret  | 7      |
| 10      | Oliver Tichy         | 11  | DNQ | 6   | Ret  | Ret | 8   | Ret | Ret | 7   | 3    | 5      |
| 11      | Christian Pescatori  | 10  | Ret | Ret | 9    | 5   | 4   | Ret | Ret | Ret | Ret  | 5      |
| 12      | Thomas Biagi         | Ret | DNQ | 8   | DSQ  |     | DNQ | 6   | 6   | 5   | 7    | 4      |
| 13      | Pedro Couceiro       | 5   | Ret | 7   | Ret  | Ret | 13  |     | 8   | 15  | Ret  | 2      |
| 14      | Elton Julian         | 13  | DNS | Ret | Ret  | 7   | 14  | 12  | 18  | 14  | 5    | 2      |
| 15      | Patrick Lemarié      | 12  | 5   | 13  | 10   | 8   | Ret | 8   | 15  | Ret | 8    | 2      |
| 16      | Fabrizio Gollin      | Ret | 10  | 9   | Ret  | 9   | 11  | Ret | 5   | 22  | DNQ  | 2      |
| 17      | Cyrille Sauvage      | Ret | 7   | Ret | 7    | 10  | 7   | Ret | 13  | 12  | 6    | 1      |
| 18      | Luca Rangoni         |     | 6   |     |      |     |     |     |     |     |      | 1      |
| 19      | Jean-Philippe Belloc | 7   | 9   | Ret | 8    | 17  | 20  | Ret | 14  | 9   | Ret  | 0      |
| 20      | Guillaume Gomez      | Ret | DNS | 12  | 11   | 12  | 18  | 7   | 9   | 10  |      | 0      |
| 21      | Akira Iida           | 14  | 8   | 11  | 12   | 13  | Ret | 14  | 12  | 18  | 9    | 0      |
| 22      | Gastón Mazzacane     | Ret | DNQ | 14  | Ret  | 11  | 19  | Ret | 10  | Ret | Ret  | 0      |
| 23      | Stephen Watson       | Ret | Ret | Ret | Ret  | 18  | 16  | 11  | Ret | 16  | 10   | 0      |
| 24      | Esteban Tuero        |     |     |     |      | 14  | 17  | 10  | Ret | 13  | Ret  | 0      |
| 25      | Carl Rosenblad       | Ret | DNQ | Ret | 13   | 19  | Ret | 13  | Ret | 19  | 12   | 0      |
| 26      | James Taylor         |     |     |     |      | Ret | Ret | 15  | Ret | 21  | Ret  | 0      |
| 27      | Steve Arnold         |     |     |     |      | 15  |     |     |     |     |      | 0      |
| 28      | Marc Rostan          |     |     |     |      |     |     |     |     | 23  | Ret  | 0      |
| NC      | Peter Olsson         | DSQ | DNQ | Ret |      |     |     |     |     |     |      | 0      |
| NC      | David Dussau         | Ret | Ret |     |      |     |     |     |     |     |      | 0      |
| NC      | Sergio Paese         |     | Ret | DNQ | Ret  |     |     |     |     |     |      | 0      |
| NC      | Alexandre de Andrade | Ret |     |     |      |     |     |     |     |     |      | 0      |
| NC      | Norberto Fontana     |     |     |     |      |     |     |     | Ret |     |      | 0      |
| Pos.    | Piloto               | NÜR | PAU | PER | HOC1 | SIL | SPA | MAG | EST | MUG | HOC2 | Puntos |
| Fuente: |                      |     |     |     |      |     |     |     |     |     |      |        |

| Color     | Resultado                                                               |
| --------- | ----------------------------------------------------------------------- |
| Oro       | Ganador                                                                 |
| Plata     | 2.ª plaza                                                               |
| Bronce    | 3.ª plaza                                                               |
| Verde     | Finalizó en los puntos                                                  |
| Azul      | Finalizó sin puntos                                                     |
| Azul      | NC - No clasificado                                                     |
| Violeta   | Ret - No terminó (Carrera)                                              |
| Rojo      | DNQ - No se clasificó                                                   |
| Negro     | DSQ - Descalificado                                                     |
| Blanco    | DNS - No empezó (carrera)                                               |
| Blanco    | WD - Retirado (fin de semana)                                           |
| Blanco    | C - Carrera cancelada                                                   |
| Sin color | DNP - Inscrito pero no participó                                        |
| Sin color | INJ - Lesionado                                                         |
| Sin color | EX - Excluido                                                           |
| Estado    | Resultado                                                               |
| Negrita   | Pole position                                                           |
| Cursiva   | Vuelta rápida                                                           |
| †         | Abandona, pero clasifica al completar el porcentaje requerido para ello |